# Корвинешти (Бистрица-Насауд)
Корвинешти (рум. Corvinești) насеље је у Румунији у округу Бистрица-Насауд у општини Матеј. Oпштина се налази на надморској висини од 318 m.

## Становништво
Према подацима из 2002. године у насељу је живело 783 становника.

### Попис2002.
| Расподела становништва по националности 2002.‍ | Расподела становништва по националности 2002.‍ | Расподела становништва по националности 2002.‍ | Расподела становништва по националности 2002.‍ | Расподела становништва по националности 2002.‍ |
| --------------------------------------------- | --------------------------------------------- | --------------------------------------------- | --------------------------------------------- | --------------------------------------------- |
|                                               |                                               |                                               |                                               |                                               |
| Румуни                                        | Румуни                                        |                                               | 687                                           | 87,7%                                         |
| Мађари                                        | Мађари                                        |                                               | 10                                            | 1,3%                                          |
| Роми                                          | Роми                                          |                                               | 86                                            | 11,0%                                         |